# Киселёв, Василий Алексеевич (лётчик)
Виктор Александрович Киселёв (1916, Ярославль — 6 июня 1944, в районе Ржева) — советский лётчик-истребитель, капитан, совершивший воздушный таран дважды.

## Биография
Виктор Александрович Киселёв родился в 1916 году в Ярославле.
После окончания военной авиационной школы пилотов служил в Московском военном округе.
Великую Отечественную войну встретил в звании старшего лейтенанта. С первых дней войны, в районе Могилёва сбил 2 вражеских истребителя и 2 бомбардировщика.
Затем служил командиром звена 34-го истребительного авиационного полка 6-го истребительного авиационного корпуса (Московская зона ПВО).
В ночь на 10 августа 1941 года лейтенант В. А. Киселёв вылетел на истребителе МиГ-3 на патрулирование подступов к Москве. В 0.48 на высоте 1200 м в лучах прожекторов им был обнаружен немецкий бомбардировщик Ю-88. В результате воздушного боя самолёт Киселёва получил повреждения, а вражеский самолёт попытался скрыться в темноте. Чтобы не дать ему уйти, Киселёв решил таранить врага. Ю-88 был уничтожен, а повреждённый истребитель стал неуправляемым и вошёл в штопор. В. А. Киселёву удалось покинуть его и приземлиться на парашюте.
За геройский поступок пилот был награждён орденом Ленина.
6 июня 1944 года в районе города Ржева капитан В. А. Киселёв таранил ещё один самолёт противника, но при этом погиб.
За время боевых действий выполнил 251 вылет. Проведя 21 воздушный бой, сбил 7 самолётов противника лично и 4 — в составе группы.